# 1914 w muzyce
Wydarzenia muzyczne w 1914 roku.

## Wydarzenia
- Pojawiło się pierwsze radio: pierwszą audycję wyemitowano w Belgii w 1914 roku, a już w latach 30. wszystkie kraje europejskie nadawały stałe programy radiowe.

## Urodzili się
- 1 stycznia – Edith Picht-Axenfeld, niemiecka pianistka i klawesynistka; laureatka VI nagrody na III Międzynarodowym Konkursie Pianistycznym im. Fryderyka Chopina (zm. 2001)
- 10 stycznia – Franciszek Wesołowski, polski organista, kompozytor, pedagog, znawca muzyki dawnej, autor podręczników (zm. 2007)
- 16 stycznia – Roger Wagner, amerykański dyrygent francuskiego pochodzenia (zm. 1992)
- 18 stycznia – Marianne Schech, niemiecka śpiewaczka operowa (sopran) (zm. 1999)
- 23 stycznia – Pina Carmirelli, włoska skrzypaczka (zm. 1993)
- 27 stycznia – Janusz Odrowąż, polski literat, satyryk, autor tekstów piosenek (zm. 1984)
- 18 lutego – PeeWee King, amerykański piosenkarz country (zm. 2000)
- 22 lutego – Edwin Kowalski, polski dyrygent teatralny i operowy oraz kierownik muzyczny (zm. 1992)
- 25 lutego – Arkadij Ostrowski, rosyjski kompozytor muzyki rozrywkowej, autor piosenek (zm. 1967)
- 26 lutego
  - Stanisław Fereszko, polski pianista i kompozytor żydowskiego pochodzenia (zm. 1990)
  - Witold Rowicki, polski dyrygent, pedagog, organizator życia muzycznego, propagator muzyki (zm. 1989)
- 6 marca – Kiriłł Kondraszyn, rosyjski dyrygent, Ludowy Artysta ZSRR (zm. 1981)
- 14 marca – Sári Barabás, węgierska śpiewaczka operowa (sopran) (zm. 2012)
- 21 marca – Paul Tortelier, francuski wiolonczelista i kompozytor (zm. 1990)
- 27 marca – Stanisław Has, polski kompozytor i dyrygent (zm. 1997)
- 28 marca – Clara Petrella, włoska śpiewaczka operowa (sopran) (zm. 1987)
- 30 marca – Sonny Boy Williamson, amerykański muzyk bluesowy grający na harmonijce ustnej (zm. 1948)
- 6 kwietnia – Alojzy Kluczniok, polski kompozytor i dyrygent (zm. 1962)
- 17 kwietnia – Janine Micheau, francuska śpiewaczka operowa (sopran) (zm. 1976)
- 4 maja – Mark Fradkin, rosyjski kompozytor muzyki filmowej (zm. 1990)
- 9 maja – Carlo Maria Giulini, włoski dyrygent (zm. 2005)
- 18 maja – Boris Christow, bułgarski śpiewak operowy (bas) (zm. 1993)
- 22 maja – Sun Ra, amerykański kompozytor jazzowy, pianista, poeta i filozof (zm. 1993)
- 24 maja – Giuseppe Valdengo, włoski śpiewak operowy (baryton) (zm. 2007)
- 27 maja – Maria Lidka, brytyjska skrzypaczka (zm. 2013)
- 31 maja – Akira Ifukube, japoński kompozytor muzyki filmowej (zm. 2006)
- 5 czerwca – Rose Hill, brytyjska aktorka i śpiewaczka (zm. 2003)
- 13 czerwca – Frederic Franklin, amerykański tancerz baletowy (zm. 2013)
- 16 czerwca – Colette Maze, francuska pianistka klasyczna (zm. 2023)
- 26 czerwca
  - Doc Williams, amerykański piosenkarz country (zm. 2011)
  - Wolfgang Windgassen, niemiecki śpiewak operowy (tenor) (zm. 1974)
- 29 czerwca – Rafael Kubelík, czeski dyrygent i kompozytor (zm. 1996)
- 8 lipca – Billy Eckstine, amerykański wokalista, bandleader i trębacz jazzowy (zm. 1993)
- 11 lipca – Aníbal Troilo, argentyński kompozytor i muzyk tanga argentyńskiego (zm. 1975)
- 17 lipca – Eleanor Steber, amerykańska śpiewaczka operowa (sopran) (zm. 1990)
- 19 lipca – Josef Páleníček, czeski kompozytor i pianista (zm. 1991)
- 28 lipca – Carmen Dragon, amerykański dyrygent, kompozytor i aranżer (zm. 1984)
- 1 sierpnia – Jack Delano, amerykański fotograf i kompozytor (zm. 1997)
- 2 sierpnia – Roman Ryterband, amerykański kompozytor, dyrygent i pianista pochodzenia polsko-żydowskiego (zm. 1979)
- 5 sierpnia – Stjepan Šulek, chorwacki kompozytor, dyrygent i skrzypek (zm. 1986)
- 9 sierpnia – Ferenc Fricsay, węgierski dyrygent (zm. 1963)
- 10 sierpnia – Witold Małcużyński, polski pianista (zm. 1977)
- 13 sierpnia – Luis Mariano, właśc. Mariano Eusebio González y García, francuski śpiewak operetkowy (tenor), aktor i artysta telewizyjny narodowości baskijskiej (zm. 1970)
- 19 sierpnia – Fumio Hayasaka, japoński kompozytor (zm. 1955)
- 28 sierpnia – Hugo Fiorato, amerykański dyrygent (zm. 2012)
- 5 września – Gail Kubik, amerykański kompozytor muzyki poważnej (zm. 1984)
- 14 września – Michał Spisak, polski kompozytor (zm. 1965)
- 21 września – Slam Stewart, amerykański basista jazzowy (zm. 1987)
- 23 września – Franciszek Rzeźniczak, polski muzyk, kapelmistrz, kompozytor (zm. 1991)
- 24 września – Andrzej Panufnik, polski kompozytor współczesny i dyrygent (zm. 1991)
- 28 września – Maria Franziska von Trapp, austriacka piosenkarka (zm. 2014)
- 10 listopada – Julian Sztatler, polski piosenkarz i pianista, aktor (zm. 1964)
- 15 listopada – Jorge Bolet, amerykański pianista pochodzenia kubańskiego (zm. 1990)
- 29 listopada – Coleridge Goode, brytyjski kontrabasista jazzowy (zm. 2015)
- 8 grudnia – Floyd Tillman, amerykański muzyk country (zm. 2003)
- 14 grudnia – Rosalyn Tureck, amerykańska pianistka, klawesynistka, interpretatorka dzieł Bacha (zm. 2003)
- 23 grudnia
  - Dezider Kardoš, słowacki kompozytor (zm. 1991)
  - Paweł Podejko, polski muzykolog, organista, pedagog (zm. 1996)

Data dzienna nieznana
- Zygmunt Szpaderski, polski skrzypek, producent instrumentów perkusyjnych (zm. 2008)

## Zmarli
- 3 stycznia – Raoul Pugno, francuski kompozytor, pedagog, organista i pianista (ur. 1852)
- 15 stycznia – Felicjan Feliński, polski aktor teatralny, śpiewak operetkowy, dyrektor teatrów (ur. 1855)
- 22 stycznia – Frederik Rung, duński kompozytor i dyrygent (ur. 1854)
- 1 marca – Tor Aulin, szwedzki skrzypek, dyrygent i kompozytor (ur. 1866)
- 7 marca – Henryk Dobrzycki, polski lekarz, filantrop, muzykolog i kompozytor (ur. 1841)
- 24 kwietnia – Henryk Bobiński, polski pianista i kompozytor (ur. 1861)
- 10 maja – Lillian Nordica, amerykańska śpiewaczka operowa (sopran) (ur. 1857)
- 28 maja – Adolf Sonnenfeld, polski skrzypek, dyrygent i kompozytor (ur. 1837)
- 14 lipca – Andrzej Hławiczka, polski nauczyciel i społecznik, muzykolog, etnograf (ur. 1866)
- 2 sierpnia – Gabriel Dupont, francuski kompozytor (ur. 1878)
- 7 sierpnia – Bolesław Dembiński, polski kompozytor i organista, dyrygent, działacz towarzystw śpiewaczych (ur. 1833)
- 11 sierpnia – Pol Plançon, francuski śpiewak operowy (bas) (ur. 1851)
- 28 sierpnia – Anatolij Ladow, rosyjski kompozytor, pedagog i badacz rosyjskich pieśni ludowych (ur. 1855)
- 3 września – Albéric Magnard, francuski kompozytor muzyki klasycznej (ur. 1865)
- 28 września – Stevan Stojanović Mokranjac, serbski kompozytor, dyrygent, wiolonczelista i pedagog (ur. 1856)
- 28 października – Richard Heuberger, austriacki kompozytor, muzykolog i krytyk muzyczny; twórca operetki Bal w operze (ur. 1850)
- 9 listopada – Jean-Baptiste Faure, francuski śpiewak operowy (baryton) (ur. 1830)
- 25 listopada – Davorin Jenko, słoweński i serbski kompozytor i dyrygent (ur. 1835)
- 6 grudnia – Pater Hartmann, niemiecki kompozytor, franciszkanin (ur. 1863)
- 14 grudnia – Giovanni Sgambati, włoski pianista i kompozytor (ur. 1841)
- 16 grudnia – Ivan Zajc, chorwacki kompozytor operowy (ur. 1832)

## Muzyka poważna
- 15 sierpnia - Adagio na harfę i instrumenty smyczkowe Edwarda Elgara zostaje po raz pierwszy wykonane w Londynie.

## Opera
- 15 października - debiut sceniczny Bieniamino Gigli  w roli Enza w operze Amilcare Ponchiellego Gioconda.